# 2867 Šteins
2867 Šteins, privremene oznake 1969 VC, nepravilni je asteroid iz unutarnjih područja asteroidnog pojasa, promjera oko 5 km. Otkrio ga je 4. studenog 1969. sovjetski astronom Nikolaj Chernykh na Krimskom astrofizičkom opservatoriju u Naučniju na Krimskom poluotoku. U rujnu 2008. godine ESA-ovu sondu Rosetta posjetila je Šteins, što ga čini jednim od rijetkih planetoida koje je ikada posjetila svemirska letjelica. Svijetli asteroid E-tipa ima 23 imenovana kratera i ima rotaciju od 6,05 sati. Ime je dobio po sovjetskom astronomu Kārlisu Šteinsu.  

## Orbita i klasifikacija
Šteins je asteroid iz glavnog pojasa u asteroidnoj obitelji. Orbitira oko Sunca u unutarnjem asteroidnom pojasu na udaljenosti od 2,0 do 2,7 AU jednom u 3 godine i 8 mjeseci (1.327 dana; velika poluos 2,36 AU). Njegova orbita ima ekscentričnost 0,15 i nagib od 10 ° u odnosu na ekliptiku. Promatrački luk tijela započinje predotkrićem, snimljenim u Opservatoriju Palomar u studenom 1951., ili 18 godina prije službenog otkrića.

## PreletRosette
Dana 5. rujna 2008. svemirska sonda Rosetta približila se Šteinsu na udaljenosti od 800 km relativno malom brzinom od 8,6 km/ s. Unatoč kratkom trajanju ovog susreta (ukupno otprilike 7 minuta), 15 znanstvenih instrumenata koji su upravljali na brodu Rosetta dobili su veliku količinu podataka. Ovo je prvo od dva planirana leta asteroida koju je obavila sonda, a drugi je bio znatno veći 21 Lutecija u 2010. godini. Vremenski prolaz preleta podrazumijevao je da je asteroid osvijetljen Suncem iz perspektive svemirske letjelice, što je prenio jasne slike. Kasnije tog dana Europski svemirski operativni centar organizirao je tiskovnu konferenciju o Šteinsu.

## Imenovanje
Ovaj mali planetoid nazvan je u spomen na Kārlisa Šteinsa (1911. – 1983.), latvijskog i sovjetskog astronoma. Bio je dugogodišnji direktor opservatorija na Sveučilištu Latvija u Rigi i dizajnirao je astronomske instrumente. Šteins je poznat po svom radu na kozmetrijskoj kozmogoniji i proučavanju rotacije Zemlje. Službeni navod o nazivima objavio je Centar za male planete 18. rujna 1986. 

### Površinske značajke naŠteinsu
Radna skupina IAU-a za nomenklaturu planetarnog sustava 11. svibnja 2012. objavila je sustav imenovanja geografskih obilježja na Šteinsu. Inspiriran asteroidom oblika poput dragulja, njegovi krateri dobivaju naziv od dragog kamenja na engleskom jeziku, a najveći krater je nazvan Diamond.
Izuzev Merkurovih planina i mjesečevih mora, krateri na Šteinsu su jedina obilježja Sunčevog sustava čija imena nisu izvedena iz vlastitih imenica. Uz to, izrazita regija na asteroidu dobila je naziv Chernykh Regio po otkrivaču, Nikolaju Chernykhu.
Prema istraživanju provedenom u misiji NEOWISE, NASA-inog infracrvenog istraživača širokog polja i opažanjima teleskopa Spitzer, Šteins ima promjer između 5,16 i 4,92 kilometra, a njegova površina ima albedo od 0,30 i 0,34. Godine 2012. fotografije Šteinsa koje je Rosetta snimila pomoću stereophotoklinometrije omogućile su znanstvenicima da utvrde da su dimenzije asteroida 6,83 × 5,70 × 4,42 kilometra, što predstavlja srednji promjer u obujmu 5,26 km. (Asteroid 129167 Dianelambert kasnije je nazvan po znanstvenici koja je koristila ovu 3D metodom.) The Collaborative Asteroid Lightcurve Link prihvaća albedo od 0,34 i promjer od 4,9 kilometara s apsolutnom magnitudom od 13,36. 